# Télécommunications à Macao
Comme la Région administrative spéciale de Macao, ne possède une population que d'environ 538 000 habitants (en 2007), et donc un marché relativement petit, il n'a pas été développé, contrairement à Hong Kong, de réseau local de télécommunications compétitif à grande échelle dans cette région.
Pour cette raison, ce réseau a une forte concurrence avec d'autres réseaux régionaux, notamment ceux de Hong Kong et de Chine continentale, qui sont, dans la plupart des cas, de meilleure qualité. Ainsi, de nombreux résidents de Macao choisissent souvent, au détriment ou en complémentarité avec le réseau local, les dizaines de journaux et de magazines publiés et les différentes chaînes et programmes de radio et de télévision émis à Hong Kong ou en Chine.
Pour les moyens de communication sociale de Macao, ils possèdent pour l'essentiel une longue histoire et, dans leur ensemble, continuent à jouer un important rôle culturel et social dans cette région, en fournissant aux habitants de nombreuses informations.
Le Gabinete de Comunicação Social (GCS) (Bureau de la communication sociale), qui est directement subordonné au chef de l'exécutif de Macao, a été créé pour coordonner, étudier et appuyer le gouvernement dans le domaine de la communication sociale. La Loi fondamentale et le droit de la presse écrite protège et garantit les libertés d'expression et de la presse à tous les habitants de Macao. Cependant, les moyens de communication sociale sont actuellement subventionnés par le gouvernement, ce qui provoque des soupçons sur leur impartialité et leur autonomie.

## Radio et télévision
Pour l'audiovisuel, il existe à Macao:
- un opérateur de service public de télévision : « Teledifusão de Macau (TDM) » qui diffuse ses programmes sur deux chaînes généralistes : « Canal Macau » en portugais et « Canal Oumun » en cantonais ; et, depuis octobre 2009, deux chaînes thématiques : « Canal Desporto » et « Canal Vida ». TDM diffuse également une chaîne en haute définition et une chaîne par satellite[1];
- deux stations de radio : Rádio Macau, qui appartient à la TDM, et Radio Vilaverde[2], qui est une entreprise privée;
- une entreprise responsable de la distribution de services de télévision par câble : TV Cabo Macau, SA;
- trois entreprises qui offrent des services de radiodiffusion télévisuelle par satellite : Cosmos Televisão por Satélite, Companhia de Televisão por Satélite China (Grupo) S.A et Companhia de Televisão por Satélite MASTV[3],[4].

La TDM a été fondée en 1982 et est actuellement la seule société chargée de l'audiovisuel public, que ce soient des chaînes de télévision et de stations de radio en portugais ou en chinois. Les résidents de Macao reçoivent également des émissions en provenance d'autres sociétés électroniques, en particulier celles de Hong Kong, notamment la TVB (Television Broadcasts Limited), et de Chine continentale, y compris la chaine publique CCTV, faisant une forte concurrence à la TDM.

## Presse écrite

### Histoire
Le premier journal de Macao fut publié en portugais le 12 septembre 1822 sous l'impulsion du Leal Senado. Appelé A Abelha da China (« L'abeille de Chine »), cet hebdomadaire est considéré comme le premier journal de l'histoire moderne de la Chine. Sa ligne éditoriale, reflétant les idées de la révolution libérale de 1820 au Portugal, ne survivra pas à la restauration de l'absolutisme en mai 1823 et son numéro d'août 1823 sera brulé lors d'un autodafé aux portes du Leal Senado en présence de 300 personnes.
Le premier journal chinois dans la région, le « Jornal das Notícias de Macau » (ou, en chinois, Ou Mun San Zhi Man) a été publié entre 1839 et 1840 par Lin Zexu, le commissaire de la dynastie impériale Qing responsable de la destruction de l'opium.
Le 18 juillet 1893, un groupe de personnes, en particulier Sun Yat Sen et le macanais Fernandes Francisco, créèrent Eco Macaense (« Écho macanais »), un journal en chinois et en portugais. Le 22 février 1897, le journal o Reformador da China (ou, en chinois, Chi Bao Xin) fut fondé par Kang Youwei et Liang Qichao. Plus tard, et surtout après la révolution chinoise de 1911, de nombreux journaux chinois ont été créés, notamment le Ao Men Times (ou, en français, « Temps de Macao »), le Hao Jing Wan Bao (« Journal du soir de Haojing », Haojing étant un nom ancien de Macao), le Ao Men Tong Bao (« Journal information de Macao ») et le Hao Jing Ri Bao (« Quotidien de Haojing »).
L'hebdomadaire portugais et catholique O Clarim (« Le Clairon ») a été fondé par un groupe de jeunes catholiques, avec la coopération et le financement du diocèse de Macao en 1948. Dans les années 1980 plusieurs journaux portugais ont été fondés et existent toujours à Macao et le 10 septembre 2007, le quotidien chinois Tai Chung Pou lança un supplément quotidien en portugais. Cette expérience se termina cependant le 22 avril 2008.
En août 2004, le The Macau Post Daily, le premier journal en anglais à Macao, fut mis en circulation. En 2007, ce fut le Macau Daily Times.
La bibliothèque centrale de Macao garde une copie de tous les journaux publiés.

### Situation actuelle
Actuellement, plus de 100 000 exemplaires sont publiés quotidiennement à Macao, neuf journaux (quotidiens) chinois, le plus ancien étant le Tai Chung Pou (fondé en juillet 1933) et le plus récent le Hou Kong Iat Pou (fondé en 2008). Le plus grand journal de Macao est le Ou Mun Iat Pou, fondé le 15 août 1958, qui exerce une grande influence dans la ville, représentant environ 80 % du tirage total de tous les journaux de Macao. Il est détenu par une société privée qui entretient des liens étroits avec le Parti communiste chinois. Le Va Kio Pou, fondé le 20 novembre 1937, est le deuxième plus grand journal chinois à Macao.
Parmi les sept hebdomadaires chinois existants, le plus ancien reste le Jornal Si-Si, fondé en 1972. Tous, sauf le Semanário Desportivo de Macau, qui est un journal sportif, traitent principalement des questions d'intérêt général de la population locale.
De plus en plus de personnes critiquent la presse chinoise, car elle est  pro-Chinoise et pro-gouvernementale et parce qu'elle pratique l'autocensure en évitant certaines questions sensibles, craignant des représailles de la Chine.
Pour la presse en portugais, il existe trois quotidiens : le Jornal Tribuna de Macau, le Hoje Macauet le Ponto Final; et un hebdomadaire : O Clarim.
Quant à la presse en anglais, il y a 2 quotidiens : The Macao Post Daily et Macau Daily Times ; et un mensuel : Macau Closer.
Il y a également plusieurs types de magazines, comme, la Revista MACAU.
À Macao, il y a cinq associations de professionnels dans les médias, qui sont la Associação dos Trabalhadores da Imprensa Chinesa de Macau, le Clube de Jornalistas de Macau, l' Associação dos Jornalistas de Macau, le Clube de Comunicação Social de Macau et l' Associação de Jornalistas dos Assuntos Desportivos de Macau.
Il n'existe pas à Macao d'agence de presse, mais des dizaines de délégations étrangères comme Lusa, Associated Press, South China Morning Post, Reuters et Xinhua (Agence Chine nouvelle).

### Liste des journaux
Ici suit la liste des journaux diffusés à Macao :
- Neuf quotidiens en chinois: 
  - Ou Mun Iat Pou (Quotidien de Macao) depuis août 1958
  - Va Kio Pou (Quotidien des Chinois d'outre-mer) depuis novembre 1937
  - Si Man Pou (Quotidien du citoyen)
  - Seng Pou (Quotidien l'étoile)
  - Tai Chung Pou (Quotidien de la foule ou quotidien pour tous) depuis juillet 1933
  - Today Macau (Macao d'aujourd'hui) depuis mars 1987
  - Cheng Pou (Vertu) depuis novembre 1978
  - San Wa Ou (Nouveau courrier sino-macanais) depuis décembre 1989
  - Hou Kong Iat Pou (Quotidien de Macao) depuis 2008
- Sept hebdomadaires en chinois:
  - Jornal Si-Si (Questions d'actualité) depuis 1972
  - Jornal Son Pou (Information)
  - Semanário Desportivo de Macau (Hebdomadaire sportif de Macao)
  - O Pulso de Macau (Le pouls de Macao)
  - Semanário Recreativo de Macau (Hebdomadaire récréatif de Macao)
  - Observatório de Macau (L’observatoire de Macao) qui appartient au diocèse de Macao depuis 1995
  - Agora Macau (Macao maintenant) depuis 2008
- Trois quotidiens en portugais :
  - Jornal Tribuna de Macau (Tribune de Macao) fusion en 1998 du Jornal de Macau et du Tribuna de Macau, tous les deux depuis octobre 1982
  - Hoje Macau (Aujourd’hui Macao) depuis septembre 2001 (auparavant Macau Hoje de 1990 à 2001)
  - Ponto Final (Point Final) quotidien depuis février 2002 (auparavant hebdomadaire de 1992 à 2002)
- Un hebdomadaire en portugais :
  - O Clarim (Le Clairon) qui appartient au diocèse de Macao depuis mai 1948
- Deux quotidiens en anglais :
  - The Macau Post Daily depuis août 2004
  - Macau Daily Times depuis juin 2007

Les journaux en portugais qui ont cessé d’exister récemment sont :
- Futuro de Macau: quotidien de 1993 à juillet 1999
- Comércio de Macau: hebdomadaire de 1987 à 1994.

## Téléphone

### Histoire
De 1927 à 1981, les services de télécommunication étaient assurés par le service public : « Correios, Telégrafos e Telefones ». Le service de téléphonie était très lent et peu fiable ; il y avait environ 20 000 clients qui attendaient un téléphone dans leurs maisons, et pour les appels internationaux, même pour Hong Kong, on ne pouvait appeler que par le biais d'un opérateur. Le gouvernement de Macao souhaitant le plus rapidement possible moderniser et élargir les services de téléphonie, concéda  pour 20 ans, le monopole de l'exploitation de ce moyen de communication, à la Companhia de Telecomunicações de Macau (CTM), créée en octobre 1981. Cette société est responsable devant le gouvernement pour la qualité de ses services et le gouvernement est chargé de réglementer les prix facturés pour les services fournis. Cette société a modernisé les systèmes de télécommunications à Macao, qui ont connu un grand développement durant les années 1990, les rendant comparables à d'autres systèmes modernes dans le monde.
En juillet 1983 la première fibre optique a été branchée à Macao et en septembre 1983, la première centrale téléphonique digitale commença à fonctionner dans la ville. En 1984, pour améliorer les performances des appels internationaux, la première antenne satellite -" Intelsat Standard B "- a été inaugurée et 8 ans plus tard, en 1992, fut inaugurée la deuxième antenne -" Intelsat Standard A ". Le réseau de télécommunications à Macao a été complètement numérisé en 1991.
La télécommunication mobile à usage public est apparue à Macao au cours de l'année 1988, avec le lancement des services de téléphonie mobile analogique - « TACS ». En 1995, le service de téléphonie numérique mobile (GSM) a été officiellement lancé et au cours de l'année 1999, ce réseau a été élargi avec le lancement de la bi-bande GSM 900/1 800 MHz. En 2000, le marché des télécommunications mobiles a été libéralisé, mettant ainsi fin au monopole de la marque communautaire dans ce domaine. En 2001, 2 nouveaux opérateurs : Hutchison - Telefone Limitada et SmarTone - Comunicações Móveis, ont commencé à opérer à Macao. Un accord relatif à l'interconnexion des services entre les 2 opérateurs de télécommunications mobiles et la CTM a été également signé cette même année. En 2002, ces 3 opérateurs ont obtenu une licence définitive délivrée par le gouvernement de Macao, pour une période de huit ans.

### Situation actuelle
On estime qu'en 2005, plus de 532 mille personnes ont utilisé les services de télécommunications mobiles offerts actuellement par les trois entreprises opérant à Macao (Hutchison - Telefone Limited et  SmarTone - Mobile Communications, et the Macao Telecommunication Company), ce qui en fait le taux de vulgarisation de la téléphonie mobile de 110 %.
Actuellement, les réseaux de télécommunications fixes et les services de télécommunication avec l'extérieur continuent à être exclusifs à la  Companhia de Telecomunicações de Macau (CTM), à Macao, avec plus de 174 mille lignes de téléphone fixe en 2005. L'actuel indicatif téléphonique de Macao est le 853.

## Internet
En 1995, les services d'Internet furent lancés à Macao et en 2000, le service d’accès à Internet à haut débit fut lancé par la CTM. En 2001, le gouvernement de Macao a commencé à délivrer des licences de fournisseur de services Internet à plusieurs opérateurs, et en 2005 accorda des licences définitives à 17 entreprises (dont 4  fournisseurs d'accès). En 2002, le règlement d'administration relatif à la fourniture de ces services a été finalement publié.
En 2007, plus de 120 000 personnes utilisaient Internet, soit environ 22 % de la population de Macao, dont environ 68 000 utilisateurs étaient abonnés en haut débit.
Le domaine Internet de Macao est « .mo ».